# Equijubus
Equijubus („koňská hříva“; podle čínského názvu oblasti, ve které byl objeven) byl rod velkého ornitopodního hadrosauroidního dinosaura, který žil před asi 125 až 113 miliony let (věk apt, období rané křídy) na území současné provincie Kan-su na severu Číny.

## Historie
Holotyp tohoto dinosaura (kat. ozn. IVPP V12534) byl objeven v létě roku 2000 spojenou čínsko-americkou paleontologickou expedicí. Nález jediného známého exempláře pochází ze sedimentů souvrství Xinminpu Group a má podobu částečně zachované lebky a několika obratlů. Již roku 2002 byl neoficiálně popsán v dizertaci jednoho z čínských paleontologů. Formálně pak byl tento druh popsán roku 2003 mezinárodním týmem paleontologů. Druhové jméno normani je poctou britskému paleontologovi Davidu B. Normanovi, který se dlouhodobě zabýval zejména výzkumem iguanodontních ornitopodů.

## Popis
Equijubus byl středně velký až velký hadrosauroid s délkou zhruba 6 až 7 metrů a hmotností kolem 2500 kilogramů. Zatím není zcela jisté, zda šlo skutečně již o hadrosauroida nebo spíše ještě o ne-hadrosauroidního iguanodonta.

## Zajímavost
Právě u fosilní čelisti tohoto dinosaura byla v roce 2017 zjištěna přítomnost mikrofosilií travin (čeleď lipnicovitých), jedná se tedy možná o nejstarší dosud známý doklad existence této skupiny rostlin.